# ۶۱ دب اکبر
۶۱ دب اکبر یک ستاره است که در صورت فلکی دب اکبر قرار دارد.